# Francesca Milani
Francesca Milani (* 25. September 1993 in Rom) ist eine italienische Judoka. Sie gewann 2021 beim Grand Slam in Antalya.

## Sportliche Karriere
Francesca Milani kämpft im Superleichtgewicht, der Gewichtsklasse bis 48 Kilogramm. 2017 und 2018 gewann sie den italienischen Meistertitel. Im April 2018 bei den Europameisterschaften in Tel Aviv schied sie im Achtelfinale gegen die Ungarin Éva Csernoviczki aus. Bei den Mittelmeerspielen 2018 in Tarragona unterlag sie im Halbfinale der Spanierin Julia Figueroa, gewann aber eine Bronzemedaille. 2019 fanden die Europameisterschaften im Rahmen der Europaspiele in Minsk statt. Francesca Milani verlor im Achtelfinale gegen die Russin Irina Dolgowa.
Ende März 2021 erreichte Milani das Finale beim Grand Slam in Tiflis und unterlag der Mongolin Mönchbatyn Urantsetseg. Eine Woche später gewann sie das Finale beim Grand Slam in Antalya gegen ihre Landsfrau Francesca Giorda. Bei den Europameisterschaften in Lissabon verlor sie im Achtelfinale gegen die Ukrainerin Darja Bilodid. Anderthalb Monate später verlor sie bei den Weltmeisterschaften in Budapest ebenfalls im Achtelfinale gegen die Japanerin Wakana Koga. Bei den Olympischen Spielen in Tokio schied sie in ihrem Auftaktkampf gegen die Taiwanerin Lin Chen-hao aus.